# Підморок
Підморок (англ. Underdark) — місцина у світі Dungeons & Dragons та пов'язаних із ним творів, включаючи серію книг «Легенда Дріззта» Роберта Сальваторе. Підморок описують як величезну підземну мережу печер і тунелів, що простягається під цілими континентами та утворює підземний світ. Polygon назвали його «одним із найвідоміших світів D&D».

## Опис
Вічно занурене в темряву в багатьох місцях, Підморок сповнене істот, здатних бачити в темряві, але які стали вразливими для сонячного світла. У деяких місцях воно тьмяно освітлене камінням, що світиться, кристалами або мохом, що фосфоресціює. У Підмороку повсюдно трапляються дивні рослини, і мандрівникам часто доводиться вдаватися до магії або небезпечних експериментів, щоб з'ясувати, які з них ворожі або отруйні. Найціннішим ресурсом у Підмороку є свіжа вода: дощів у Підмороку не буває і жителям доводиться задовольнятися тим, що просочується з поверхні. Через нестачу деяких ресурсів, кожне місто часто спеціалізується на виробництві певного предмета, і торгує ним у мирний час із сусідніми містами. Типовий торговий караван складається з кількох десятків добре озброєних купців і солдатів, і двох або трьох патрулів, які ведуть розвідку попереду і позаду каравану. Попри те, що тунелі більшу частину часу залишаються мовчазними, відлуння, що часом лунає і подорожує на величезні відстані, може багато чого розповісти вмілому розвідникові. Багаті міста телепортують каравани або використовують портали, які часто стають причиною воєн між містами. Міста, за якими закріпилася репутація грабіжників караванів (важливо відрізняти від так званих демонстративних пограбувань), часто виявляються відрізаними від важливих ресурсів у воєнний час і стають легкою здобиччю для суперників.

## Раси
Підморок населяють численні раси розумних істот і чудовиськ, левова частка яких є ворожими. Серед них є карлики, дверґари, дроу, мізкожери, міконіди, троглодити тощо.

## Появи

### Романи

#### Роберт Сальваторе
Цикл романів «Сага про Дзірта»
- Трилогія «Темний ельф»
  - «Батьківщина» (1990)
  - «Вигнання» (1990)
- Тетралогія «Спадок дроу»
  - «Спадок» (1992)
  - «Беззіркова ніч» (1993)
  - «Облога темряви» (1994)
  - «Шлях до світанку» (1996)

#### Елейн Каннінґем
- Трилогія «Місячне світло й тіні»:
  - «Донька дроу» (1995)
  - «Павутиння» (1996)
  - «Вітрогін» (2003)

#### «Війна павучої королеви»
Міжавторська серія під редакцією Роберта Сальваторе.
- Річард Лі Баєрс
  - «Зречення» (2002)
- Томас Рейд
  - «Повстання» (2002)
- Річард Бейкер
  - «Засудження» (2003)
- Ліза Смедман
  - «Вимирання» (2004)
- Філіп Етанс
  - «Винищення» (2004)
- Пол Кемп
  - «Відродження» (2005)

### Відеоігри
Частково дія ігор Baldur's Gate II: Shadows of Amn та Baldur's Gate 3 відбувається у Підмороці, а в Icewind Dale II були представлені подорожі через Підморок. Для серії ігор Neverwinter Nights було випущено доповнення під назвою Neverwinter Nights: Hordes of the Underdark, яке засноване на сетингу світу Підмороку.